# Stenocionops angustus
Stenocionops angustus is een krabbensoort uit de familie van de Majidae. De wetenschappelijke naam van de soort is voor het eerst geldig gepubliceerd in 1877 door Lockington.